# 臺中市東區臺中國民小學
臺中市東區臺中國民小學（簡稱台中國小）是臺灣臺中市東區的一所市立國民小學，位於台中路－台中路上而得名。鄰近臺中家商、興大附農、台中車站、第三市場與忠孝夜市。學區橫跨東區與南區。

## 校史
- 1923年10月27日，臺中公學校於臺中市曙町一丁目一番地（今址）成立「臺中公學校曙分教場」。
- 1926年4月1日，獨立設校為「曙公學校」。
- 1932年4月1日，改名「臺中市曙公學校」。
- 1941年3月，改名「臺中市曙國民學校」。
- 1945年12月4日二戰後，何生擔任民國時期第一任校長。
- 1946年2月2日，改制更名「臺中市立信義國民學校」。
- 1947年6月12日，改名「臺中市東區臺中國民學校」。
- 1952年9月4日，附設幼稚園。
- 1957年8月，成立「臺中市東區臺中國民學校建中分班」。
- 1959年1月1日，建中分班獨立設校為「臺中市東區建中國民學校」（今大智國小）。
- 1968年8月，實施九年國民教育，改名「臺中市東區臺中國民小學」。
- 1975年7月，辦理資賦優異兒童實驗教育。
- 2008年8月，辦理身心障礙兒童資源班教育。
- 2012年8月1日，附設幼稚園改名為「附設幼兒園」。
- 2018年10月 設立臺中市資優教育資源中心
- 2019年9月 操場跑道整建完成。
- 2020年2月 忠孝樓中藝術廁所整建完成
- 2021年1月 忠孝樓耐震補強工程完成

## 歷任校長

### 日治時期
1. 吉田作太郎：1926年4月1日－1929年3月25日
2. 田村勉：1929年3月25日－1933年3月25日
3. 明石要一：1933年3月25日－1933年9月21日
4. 川島一二：1933年9月21日－1936年3月6日
5. 錢目長次郎：1936年3月6日－1936年3月28日
6. 富田豐：1936年3月28日－1941年3月
7. 丸山昌信：1941年3月－1945年12月4日

### 民國時期
1. 何  生：1945年12月4日－1949年10月
2. 蕭濤英：1949年10月－1950年7月
3. 卓祉宜：1950年7月－1950年12月1日
4. 吳文通：1950年12月1日－1967年1月1日
5. 王瑞欽：1967年1月1日－1973年2月20日
6. 廖淑蓉：1973年2月20日－1981年9月15日
7. 胡永順：1981年9月15日－1991年8月28日
8. 王汾騰：1991年8月28日－1994年9月2日
9. 楊  昭：1994年9月2日－1996年8月1日
10. 李添丁：1996年8月1日－2004年2月1日
11. 劉彩香：2004年2月1日－2011年8月1日
12. 劉淑秋：2011年8月1日－2018年8月1日
13. 張添琦: 2018年8月1日—2022年8月1日
14. 吳宛玫：2022年8月1日—

## 班級現況
班級教室
- 國小部：31班
- 幼兒園：4班

資優班：4個年級3間教室
快樂班(資源班)：(跨年級)1間教室

## 校舍空間
- 普通教室：42間
- 專科教室：27間
- 大型活動設施：室內體育館
- 午餐廚房間：1間

## 學區
- 東區：東興里（第1─4、20、22鄰）、振興里（第1─21鄰）、新庄里（第1─32、34鄰）、泉源里（第16鄰）
- 南區：國光里（第13、34、35鄰）、長春里（第22─24鄰）、城隍里（第16、20-26、27-32、35、36、38-41鄰）

## 外部連結
- 臺中市東區臺中國民小學 （页面存档备份，存于）
- 校歌網址 （页面存档备份，存于）
- 陶藝特色課程網址 （页面存档备份，存于）
- 校友名單 （页面存档备份，存于）
- 台中國小資優班臉書
- 臺中市東區臺中國民小學附設幼兒園 （页面存档备份，存于）